# Birmania en los Juegos Olímpicos de Pekín 2008
Birmania estuvo representada en los Juegos Olímpicos de Pekín 2008 por seis deportistas, cuatro hombres y dos mujeres, que compitieron en cinco deportes.
El portador de la bandera en la ceremonia de apertura fue el piragüista Phone Myint Tayzar. El equipo olímpico birmano no obtuvo ninguna medalla en estos Juegos.